# Fontaine de Saint-Mériadec
La fontaine de Saint-Mériadec est située au lieu-dit «Stival» à Pontivy dans le Morbihan.

## Historique
La fontaine Saint-Mériadec fait l’objet d’une inscription au titre des monuments historiques depuis le 25 septembre 1928.
La fontaine est alimentée par deux sources. Elle a été restaurée dans les  années 1970.